# Shama
Shama o Shema (antigament Chama) és una ciutat de Ghana amb un barri de pescadors; és la capital del districte metropolità de Shama Ahanta East, un districte a la Regió Occidental de Ghana. La ciutat es troba a uns 20 km a l'est de Sekondi-Takoradi, a la desembocadura del riu Pra. La ciutat és la seu de Fort Sant Sebastià, en el cementiri del qual està enterrat el filòsof Anton Wilhelm Amo, el primer africà que va assistir a una universitat europea.
La ciutat està situada al districte de Shama Ahanta East. Els habitants de la ciutat es dediquen principalment a la pesca i les seves activitats connexes, com l'elaboració de peix per als mercats locals. Shama és el seixantè assentament més poblat de Ghana, en termes d'habitants, amb una població de 23,699 persones.
Shama és el nom anglès de la ciutat derivat del portuguès; localment era anomenada Esima abans de l'arribada dels europeus. Possessió portuguesa amb el nom de Chama, on van construir el Fort de Sant Sebastià, a partir de 1621 la Companyia Neerlandesa de les Índies Occidentals va tractar de prendre les colònies portugueses a Àfrica i Amèrica. Després de fracassar el 1625, la companyia va aconseguir capturar el castell portuguès de Sant Jordi de la Mina el 29 d'agost de 1637. Els forts de San Sebastian a Chama (després Shama) i Santo Antonio a Axim van caure en mans neerlandeses en 1640 i 1642, respectivament. Els anglesos es van establir a Chama (en anglès Shama) vers 1646. En el conflicte entre neerlandesos i anglesos els atacs de l'almirall neerlandès Michiel de Ruyter el 1664 no van afectar Cape Corse i Chama, però si que va conquerir els forts de Kormantin i Taccarada i com que els Països Baixos no els van voler retornar (1665) va esclatar formalment la guerra que va continuar fins al tractat de Breda de 1667 quan un article del tractat reconeixia als neerlandesos Cormantin (Cormantine) i Taccarada, mentre deixava als anglesos Cape Corse; Shama sembla que havia estat abandonada i va quedar en mans neerlandeses fins a la venda de la Costa d'Or Neerlandesa als britànics el 1872.